# Compsoctena cossusella
Compsoctena cossusella är en fjärilsart som beskrevs av Walker 1856. Compsoctena cossusella ingår i släktet Compsoctena och familjen Eriocottidae. Inga underarter finns listade i Catalogue of Life.